# هانوود، نیو ساوت ولز
هانوود (به انگلیسی: Hanwood) یک شهرک در استرالیا است که در نیو ساوت ولز واقع شده‌است.